# مرید، چکوال
مرید (به انگلیسی: Mureed) یک روستا در پاکستان است که در ناحیه چکوال واقع شده‌است. مرید ۱۳٬۰۰۰in۲٬۰۱۷c نفر جمعیت دارد.